# خواكيم نيلسن
خواكيم نيلسن (بالنرويجية البوكمول: Joachim Nielsen)‏ هو عازف قيثارة ومغني وموسيقي وشاعر نرويجي، ولد في 8 سبتمبر 1964 في أوسلو في النرويج، وتوفي في 17 أكتوبر 2000 بسبب جرعة زائدة.

## وصلات خارجية
- خواكيم نيلسن على موقع IMDb (الإنجليزية)
- خواكيم نيلسن على موقع ميوزك برينز (الإنجليزية)
- خواكيم نيلسن على موقع ديسكوغز (الإنجليزية)